# Règlement de kayak-polo
La pratique du kayak-polo en compétition est soumise à un règlement de jeu.
En France, ce règlement est écrit par la Fédération française de canoë-kayak.

## Présentation
L'objectif principal pour chaque équipe est de marquer plus de buts que l'équipe adverse. Un match se déroule en deux mi-temps de 10 minutes chacune. Selon le type de rencontre, il peut y avoir des prolongations puis des tirs au but.
Chaque joueur peut jouer le ballon à la main ou à la pagaie sachant qu'il ne peut être en possession de la balle plus de 5 secondes (nota : on considère qu'un joueur est en possession de la balle lorsque celle-ci est à portée de main même s'il ne la touche pas). D'autre part, un joueur ne peut avancer avec le ballon sur lui : soit il tire au but, soit il fait une passe à un partenaire, soit il se fait une passe à lui-même, on dit alors qu'il dribble ou qu'il "conduit" la balle.

## Aire de jeu

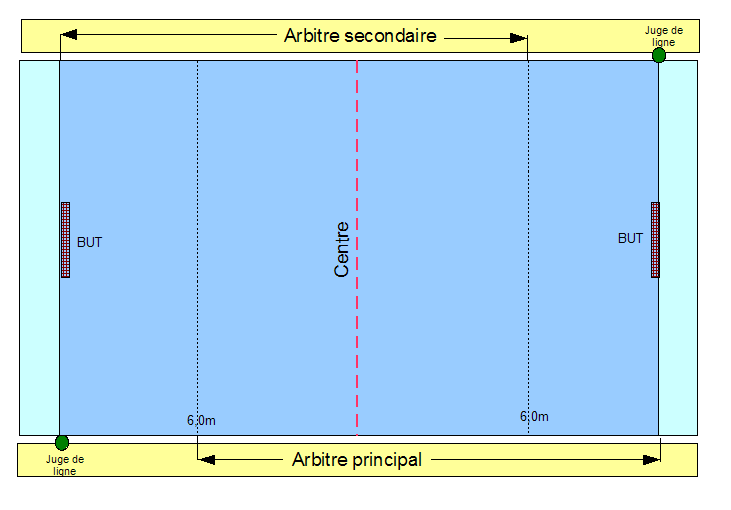
Aire de jeu et placement des arbitres

Le terrain est placé sur une eau calme : piscines olympiques, lacs, bras de rivière calme, étang... Il doit y avoir au minimum 90 cm de profondeur sur toute la surface du terrain.
La longueur du bassin doit être comprise entre 30 et 40 mètres. Dans la mesure du possible, les dimensions respectent un rapport longueur/largeur de 3/2, le terrain idéal ayant une longueur de 35 mètres pour 23 mètre de large. Les limites du bassin sont matérialisées par des lignes d'eau (lignes flottantes).
Les autres lignes caractéristiques sont :
- la ligne centrale utilisée pour le engagements
- la ligne des 6 mètres utilisée pour les pénaltys. Les règles de jeu sont différentes dans la zone entre la ligne des 6 mètres et la ligne de sortie de but.
- la ligne des 4,50 m utilisée uniquement pour les tirs au but après prolongation.

Les deux buts sont positionnés de part et d'autre du terrain dans le sens de la longueur. L'arête inférieure du cadre de but est positionnée à une hauteur de 2,00 mètres au-dessus de la surface de l'eau. Le plan du cadre définit la ligne de sortie de but.

## Arbitrage
L'arbitrage se compose des officiels suivants :
- l'arbitre principal assisté par l'arbitre secondaire situé de l'autre côté du terrain. À eux deux, ils couvrent l'ensemble de terrain et observent les mouvements de jeu. Chaque arbitre est muni d'un sifflet et d'un jeu de cartons (vert, jaune et rouge). Les arbitres veillent au bon déroulement du match et au respect des règles officielles et de fair-play. Les arbitres sifflent le début et la fin du match, les arrêts de jeu et les fautes.
- les juges de lignes (2) situés sur chaque ligne de sortie de but. Lorsque la balle sort des limites du terrain, en sortie de but ou en corner, le juge concerné lève son bras ou un drapeau. Ils vérifient par ailleurs, à l'engagement, que tous les joueurs sont positionnés sur leur ligne.
- la table de marque située du même côté que l'arbitre principal. Elle gère le chronomètre et remplit la feuille de marque (inscription du score, des buteurs, des fautes sanctionnés par un carton, etc.)

## Déroulement du match

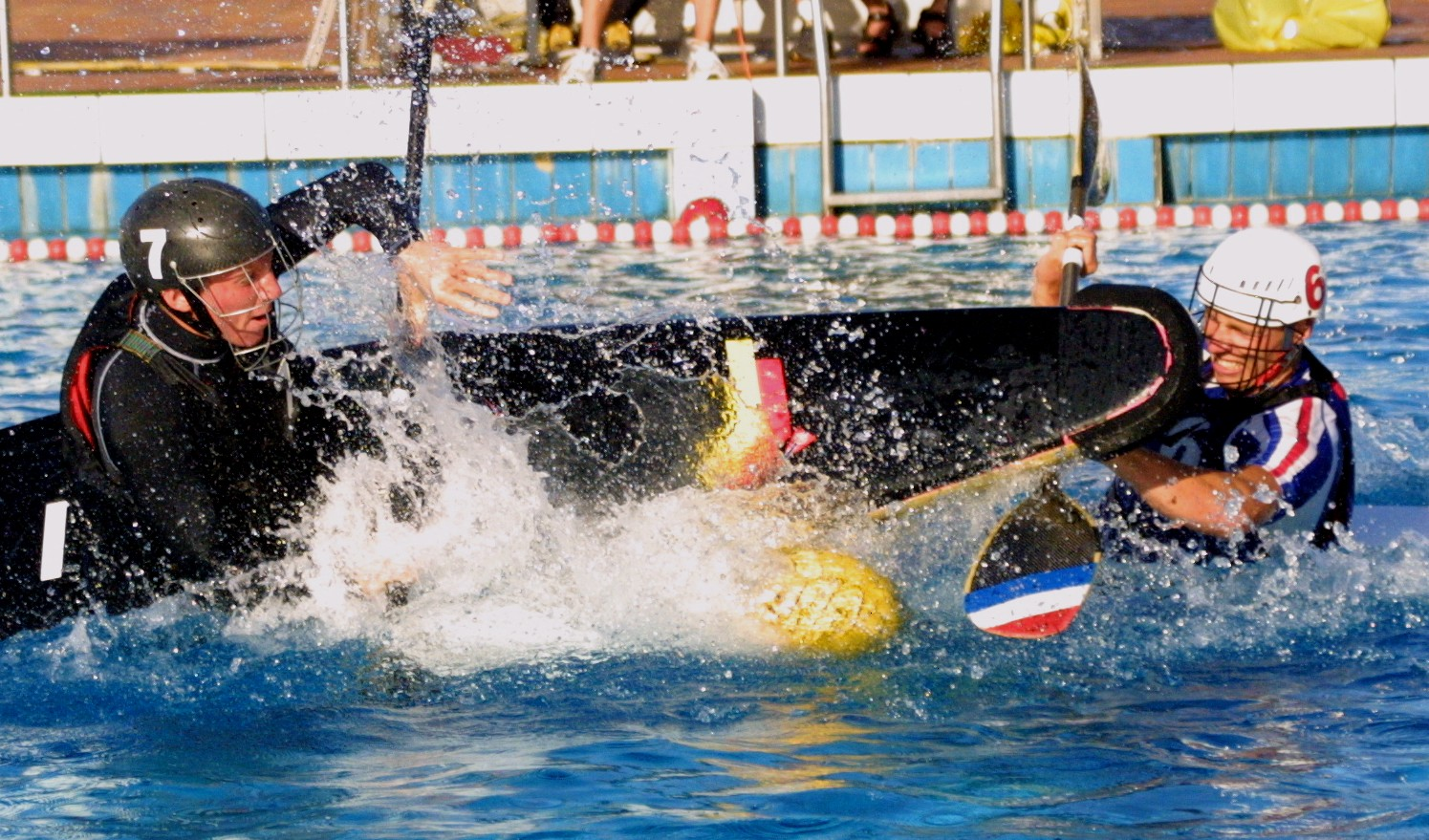
Action de jeu physique et spectaculaire

Avant d'engager le match, les membres de chaque équipe (au nombre de cinq impérativement) doivent se positionner sur leur ligne d'eau (ligne de sortie de but). L'arbitre principal siffle l'engagement et lance la balle sur la ligne médiane. Un joueur de chaque équipe et un seul s'élance sur la balle. L'engagement, notamment à un haut niveau, est particulièrement physique car il s'agit d'un réel duel et donc d'une démonstration de force entre deux joueurs.
Le joueur placé sous le but qui lève la pagaie pour bloquer les tirs est considéré comme étant le gardien pour la durée de l'action. Lorsque le gardien est en position, les joueurs adverses ne doivent pas le toucher sous peine de commettre une faute. Il est ensuite libre de participer au jeu et à l'attaque comme un joueur normal.
Le kayak-polo est un sport de contact. Ainsi, quand le ballon se trouve à un mètre du joueur, un adversaire peut le pousser au niveau de l'épaule pour le mettre à l'eau. Le joueur "mis en échec" se redresse en réalisant un esquimautage. Par ailleurs, les phases de jeu amènent souvent les joueurs à pousser les embarcations adverses avec leurs bateaux, tout contact avec la pagaie ou la main étant interdit.
Lorsque deux joueurs ou plus tentent de s'emparer du balle et la tiennent ensemble plus de 5 secondes, l'arbitre siffle une balle d'arbitre (ou "entre deux"). Les deux joueurs se présentent alors sans leurs pagaies face à l'arbitre qui lance le ballon entre les deux joueurs. Ceux-ci essayent alors de récupérer la balle dès qu'elle touche la surface de l'eau.
Les joueurs peuvent se faire remplacer tout au long de la partie. Les remplacements sont illimités et c'est pourquoi ils se font régulièrement. Outre les cinq joueurs présents sur l'aire de jeu, les remplaçants peuvent être au nombre de trois. Pour être remplacé, un joueur (ainsi que son matériel) doit avoir quitté complètement l'aire de jeu.
Si au bout des 20 minutes de jeu règlementaires, aucune des équipes ne s'est départagée, des prolongations peuvent être jouées. Les prolongations (but en or) se jouent en deux mi-temps de 3 minutes. En cas d'égalité à la fin des prolongations, on procède à une séance de tirs au but.

## Sanctions
Comme tout sport, tout défaut au règlement est soumis à sanctions. Les fautes les plus couramment sifflées sont les suivantes :
- Jeu illégal avec la pagaie : jouer le ballon avec sa pagaie alors que celui-ci est joué par adversaire avec la main, toucher un adversaire, lancer une pagaie, empêcher un tir en plaçant sa pagaie proche du bras de l'adversaire.
- Obstruction : empêcher un adversaire de se déplacer sans jouer le ballon (hors de la ligne des 6 mètres).
- Eperonnage : Percuter un adversaire perpendiculaire à son embarcation.
- Règle des 5 secondes : être en possession du ballon plus de 5 secondes.
- Poussée illégale : pousser un joueur avec la main alors que celui-ci n'est pas en possession du ballon ou pousser un joueur à 2 mains ou sur une autre partie du corps que l'épaule.
- Faute sur le gardien : un joueur n'a pas le droit de toucher ou de pousser un gardien adverse lorsqu'il est en position sous son but ni de pousser le défenseur adverse sur son gardien (à noter que dans ce cas le défenseur doit montrer son intention de ne pas toucher son gardien). D'autre part, un joueur ne doit pas gêner volontairement le gardien lorsque celui cherche à se positionner sous son but.

## Équipement

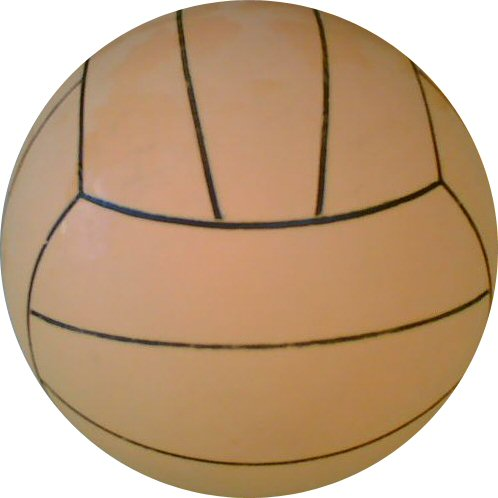
Ballon de kayak polo (identique à celle du water polo)

L'équipement est aussi particulier. En dehors du ballon, il est interdit de se saisir ou de pousser avec la main ou la pagaie l'équipement d'un joueur adverse. D'autre part, sauf en cas de force majeure, il est interdit d'aider un partenaire en manipulant son matériel (bateau propulsé, pagaie récupérée, etc.).

### Balle
La balle utilisée en kayak polo est généralement la même que celle utilisée en water polo et doit correspondre aux caractéristiques suivantes :
- catégorie masculine : entre 68 cm et 71 cm de circonférence pour un en poids compris entre 400 et 450 grammes (taille T5)
- catégorie féminines et jeunes : entre 65 cm et 67 cm de circonférence pour un poids identique (taille T4)

### Kayak
D'un point de vue règlementaire, les kayaks doivent avoir une longueur comprise entre 2 et 3 mètres. La forme des kayaks est légèrement aplatie à l'arrière pour permettre de réaliser des ancrages (technique permettant d'immerger l'arrière ou l'avant de son bateau dans un mouvement de rotation). D'autre part, les kayaks doivent comporter des protections en mousse aux extrémités de 5 cm sur 3 cm d'épaisseur. Il existe des kayaks fabriqués en différentes matières :
- en plastique (polyéthylène) : lourds mais résistants, destinés aux débutants, à l'entraînement et aux compétitions de niveaux départemental à régional.

- en fibre (Kevlar, carbone, fibre de verre): ils sont plus légers, plus maniables et plus rapides. Cependant, ils restent moins résistants que les embarcations plastiques. Ils nécessitent une attention particulière car sensibles à la casse, les réparations sont fréquentes. Ils sont également plus onéreux et généralement réservés aux pratiquants plus expérimentés.

### Pagaie
Les pagaies utilisées en kayak-polo respectent les caractéristiques suivantes :
- Les pagaies doivent être doubles.
- La longueur maximale admise est de 220 cm et les pales doivent avoir une épaisseur minimale de 5 mm.
- Les pales ne doivent pas comporter des inserts métalliques.
- Une pagaie comportant des parties pointues ou considérée comme dangereuse est interdite (pagaie cassée ou en fin de vie par exemple).

Une pagaie de kayak-polo servant à jouer et arrêter les balles doit être très résistante. Elle est généralement en matière composite (kevlar, carbone, époxy, etc.) mais peut être, pour l'entraînement, en plastique (pour les pales) et en aluminium (pour le manche).
Par rapport aux autres disciplines associées au kayak, les pagaies polo se distinguent surtout par leur forme :les pales sont presque plates, et la nervure centrale est presque inexistante au dos de la pagaie. Mais elles sont aussi plus courtes que dans certaines disciplines ; elles mesurent en moyenne entre 1,95 m et 2,00 m ; les gardiens ont généralement une pagaie d'une longueur supérieure à 2,10 m.

### Casque

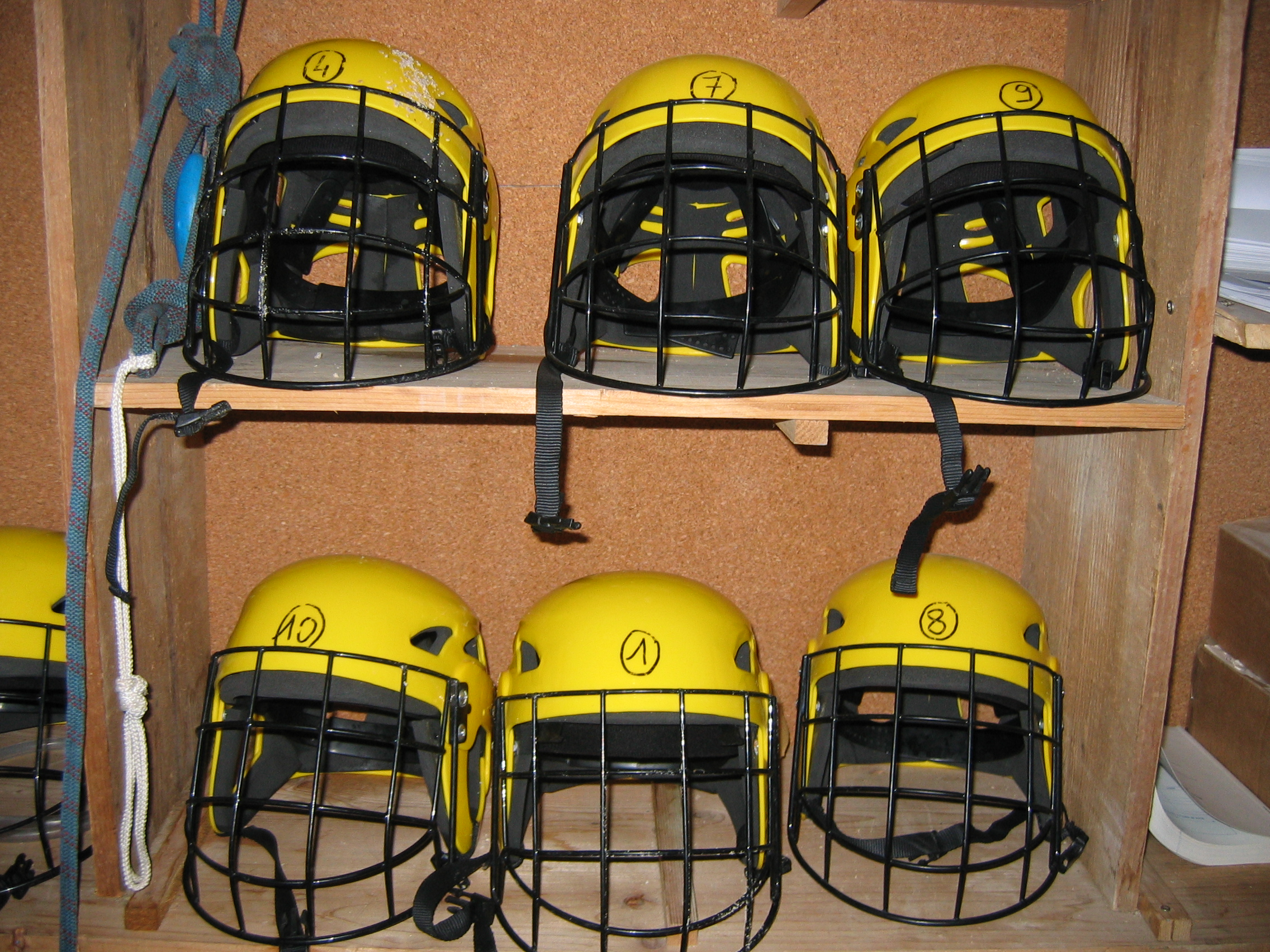
Casques de kayak-polo

Chaque joueur présent sur le terrain doit porter un casque. Ce casque doit être muni d'une grille de protection. Cette grille, fixée solidement sur le casque, protège le visage d'un éventuel coup de pagaie, d'un tir puissant ou de toute autre forme d'agression.

### Gilet de sauvetage et jupe
Les gilets de kayak-polo, par rapport à des gilets traditionnels, comportent des protections en mousses aux flancs. Ces protections permettent de protéger le joueur d'un éperonnage illégal.
Les joueurs sont outre équipés d'une jupe qui "se cale" au niveau de l'hiloire pour éviter au joueur de prendre l'eau.